# Nandeva strixinorum
Nandeva strixinorum är en tvåvingeart som beskrevs av Ole Anton Saether och De Oliveira Roque 2004. Nandeva strixinorum ingår i släktet Nandeva och familjen fjädermyggor. Inga underarter finns listade i Catalogue of Life.